# Брюханов, Николай Павлович
Никола́й Па́влович Брюха́нов (16 (28) декабря 1878 года, Симбирск — 1 сентября 1938 года) — советский государственный деятель. Член ЦИК СССР 1–2, 4–6 созывов. Кандидат в члены ЦК ВКП(б) в 1927–1934 годах.

## Биография
Сын чиновника-землемера.
- Жена: Вера Николаевна Попова (1878—1953) — член РСДРП с 1905 г.
- Сын: Артемий Николаевич Брюханов (1904—1941), заместитель директора Всесоюзной конторы «Союзметизстройторг» Наркомторга СССР, репрессирован.
- Сын: Андрей Николаевич Брюханов (1910—1970) — учёный в области кузнечно-штамповочного производства, профессор, доктор технических наук.
- Внук: Владимир Андреевич Брюханов (род. в 1945, писатель, историк. Живёт в ФРГ)

### Образование
В 1889 поступил в Симбирскую классическую гимназию.
В 1897 за чтение недозволенных книг и знакомство с поднадзорными не был допущен к выпускному экзамену, но в 1898 сдал экзамен на аттестат зрелости экстерном.
1898–1903 — студент Московского и Казанского университета, в котором прослушал три курса филологического факультета.
За революционную деятельность отчислен.
Образование незаконченное высшее.

### Основные должностные назначения
С 11.09.1904–1905 — работает секретарём в консультации присяжных поверенных при Вологодском окружном суде в Вологде.
1908–1914 — оценщик закладываемых помещичьих имений Донского земельного банка в Уфе.
1915–1916 — председатель комитета помощи беженцам Земельного союза в Уфе.
1916–1917 — заведующий продовольственным отделом Уфимской городской управы.
1917–1918 — Комиссар продовольствия Уфимской губернии.
1918–1921 — заместитель Народного Комиссара продовольствия РСФСР (Наркомпрод РСФСР), Председатель Особой продовольственной комиссии Восточного фронта.
1921–1924 — Народный Комиссар продовольствия РСФСР, член Совета труда и обороны СССР, одновременно начальник Главного управления по снабжению Красной армии и флота продовольствием (Главснабпродарм).
1923–1924 — Народный Комиссар продовольствия СССР (Наркомпрод СССР).
1924–1926 — заместитель Народного Комиссара финансов СССР (Наркомфин СССР).
1926–1930 — Народный Комиссар финансов СССР.
1930–1931 — заместитель Председателя Мособлисполкома, председатель Мособлплана.
1931–1932 — заместитель Народного Комиссара снабжения СССР.
1932–1937 — заместитель председателя Центральной комиссии по определению урожайности при СНК СССР.
С июня 1937 — персональный пенсионер союзного значения.

### Партийная и общественная работа

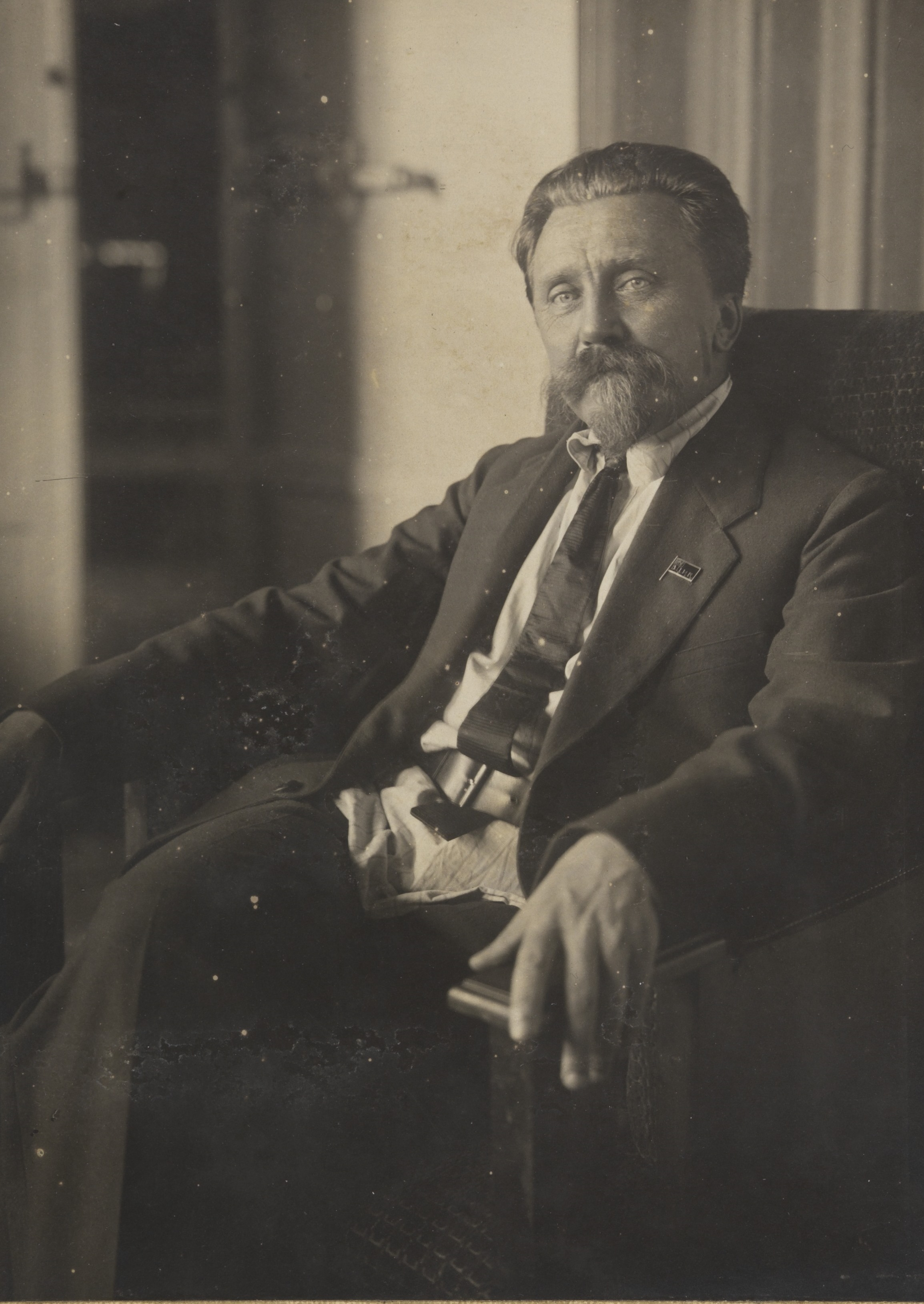

Партийные псевдонимы: «Андрей», «Степан», литературные — «Н. Павлов» и «Н. Павлович».
С 1902 член РСДРП.
В 1903 — член Казанского комитета РСДРП.
В 1906 — член Уфимского комитета РСДРП.
В 1907 — делегат V съезда РСДРП.
С 1907 — член Уральского областного комитета РСДРП, вёл партийную работу в Уфе, редактировал большевистскую газету «Уфимский рабочий».
В 1917 — председатель Уфимского комитета РСДРП(б), член губернского ревкома.
Делегат VII (Апрельской) Всероссийской конференции РСДРП(б).
В 1927–1934 — кандидат в члены ЦК ВКП(б).
На XV съезде ВКП(б)(1927) и XVI съезде ВКП(б) (1930) избирался кандидатом в члены ЦК ВКП(б).
26 января — 10 февраля 1934 года делегат XVII съезда ВКП(б) с совещательным голосом.

### Аресты
- 1899 — за участие в студенческих беспорядках был арестован и выслан из Москвы с запрещением проживать в Москве на 2 года.
- 1903 — арестован, в 1904 выслан в Вологодскую губернию в г. Кадников, потом переведён в Вологду. Освобождён по амнистии 1905.
- 1912 — арестован как кандидат уфимских социал-демократов на выборах в четвёртую Государственную думу и отбыл трёхмесячное административное наказание.
- 3 февраля 1938 года арестован и расстрелян. Реабилитирован 14 апреля 1956 года.

## Семья
Сын — Брюханов Артемий Николаевич. Арестован 30 апреля 1938 года. Приговорён ОСО при НКВД СССР к 8 годам ИТЛ 2 августа 1938 года по обвинению в к.-р. деятельности. Содержался в СевЛАГе НКВД. 27 декабря 1938 года бежал из лагеря. Арестован 19 января 1939 года.
Приговорён к ВМН ВКВС СССР 13 июля 1941 года по обвинению в подготовке терактов над руководителями СССР. Расстрелян 27 июля 1941 года. Место захоронения — Московская область, спецобъект НКВД «Коммунарка». Реабилитирован 24 ноября 1956 года ВКВС СССР.
Брат — Брюханов Александр Павлович. Арестован 26 июня 1938 года. Приговорён к ВМН ВКВС СССР 3 октября 1938 года по обвинению в участии в к.-р. террористической организации. Расстрелян 3 октября 1938 года. Место захоронения — Московская область, спецобъект НКВД «Коммунарка». Реабилитирован 11 июля 1956 года ВКВС СССР.

## Факты
По инициативе Брюханова в 1931 г. разменные монеты СССР из низкопробного серебра (биллона) в 10, 15 и 20 копеек были в 1931 г. заменены на монеты из медно-никелевого сплава, что поначалу вызвало гнев Сталина.

## В художественной литературе
Упоминается в пьесе В. В. Маяковского «Баня»:
Фоскин. Постой, товарищ, обожди минуточку. Тебе всё равно крутить машину. Сделай одолжение, сунь в твою машину мою облигацию, — не зря я в неё вцепился и не продаю, — может, она через пять минут уже сто тысяч выиграет. Велосипедкин. Догадался! Тогда туда весь Наркомфин с Брюхановым засунуть надо, а то же ж ты выиграешь, а они всё равно тебе не поверят — таблицу спросят.